# Breitenbach (Erle)
Der Breitenbach ist ein 9,1 km, über die Vesser 13,5 km langer, linker Nebenfluss der Erle auf dem Gebiet der Stadt Schleusingen im Landkreis Hildburghausen, Thüringen.
Der Bach fließt, ausgehend vom Südhang des 849 m hohen Adlersberges, in vornehmlich südliche Richtung. Im Ortsteil Breitenbach verlässt er das bewaldete Gebiet von Thüringer Wald und Buntsandstein-Vorland und ihm fließt von links die Vesser zu, die mehr Wasser mitbringt als der Breitenbach selbst. Etwa 3 km südwestlich mündet er schließlich in St. Kilian in die Erle.
Vesser und Breitenbach sind beides Hauptarme des Fächers der Schleuse.